# Ichiei Muroi
Ichiei Muroi (født 22. juni 1974) er en tidligere japansk fodboldspiller.
Han har spillet for flere forskellige klubber i sin karriere, herunder Kashima Antlers og Urawa Reds.